# Atletica leggera ai Giochi della XXV Olimpiade - 400 metri ostacoli femminili

Video della Finale

I 400 metri ostacoli hanno fatto parte del programma femminile di atletica leggera ai Giochi della XXV Olimpiade. La competizione si è svolta nei giorni 2-5 agosto 1992 allo Stadio del Montjuic di Barcellona.

## Presenze ed assenze delle campionesse in carica
| Competizione         | Atleta                | Prestazione | Barcellona 1992 |
| -------------------- | --------------------- | ----------- | --------------- |
| Olimpiadi 1988       | Debbie Flintoff-King  | 53”17       | Rit. 1990       |
| Commonwealth 1990    | Sally Gunnell         | 55”38       | Presente        |
| Goodwill Games 1990  | Sandra Farmer-Patrick | 55”16       | Presente        |
| Europei 1990         | Tat'jana Ledovskaja   | 53”62       | Presente        |
| Asiatici 1990        | Chen Juying           | 56”05       | Assente         |
| Panamericani 1991    | Lency Montelier       | 57”34       | Non qual.       |
| Mondiali 1991        | Tat'jana Ledovskaja   | 53”11       | Presente        |
|                      |                       |             |                 |
| Mondiali junior 1988 | Antje Axmann          | 57”47       | Non selez.      |

1. ↑  Sotto la bandiera della Gran Bretagna.
2. ↑  L'ex URSS si presenta con la nuova denominazione «Squadra Unificata».

## La gara
Le semifinali sono vinte, la prima da Sally Gunnell in 53"78 e la seconda da Sandra Farmer in 53"90. Anche la russa Ponomarjova scende sotto i 54" (53"98).

Finale: parte forte Tat'jana Ledovskaja, che conduce per metà gara. All'ultima curva è superata dalla Farmer, ma l'americana si mostra incerta nel passare le ultime due barriere; ne approfitta la britannica Gunnell che passa di prepotenza e va a vincere.

La lotta per il terzo posto è serrata: Janeene Vickers e la Ledovskaja combattono fino alla fine ed arrivano appaiate. Il bronzo va all'americana per il conto dei millesimi.

## Risultati

### Turni eliminatori
| 4 Batterie   | 2 agosto | 28 partenti   | Si qualificano le prime 3 + i 4 migliori tempi. |
| 2 Semifinali | 3 agosto | 8 + 8         | Si qualificano le prime 4.                      |
| Finale       | 5 agosto | 8 concorrenti |                                                 |

### Finale
| Primatista mondiale   | 52"94 (1986) | Marina Stepanova      | Rit. 1987 |
| Primatista stagionale | 53"62        | Sandra Farmer-Patrick | Presente  |

1. ↑  Record stabilito il 21 giugno.

| Pos | Paese             | Atleta                | Tempo |
| --- | ----------------- | --------------------- | ----- |
|     | Regno Unito       | Sally Gunnell         | 53"23 |
|     | Stati Uniti       | Sandra Farmer-Patrick | 53"69 |
|     | Stati Uniti       | Janeene Vickers       | 54"31 |
| 4   | Squadra Unificata | Tat'jana Ledovskaja   | 54"31 |